# 사이판 국제공항
사이판 국제공항(영어: Saipan International Airport, IATA: SPN, ICAO: PGSN, FAA LID: GSN)은 미국령 북마리아나 제도 사이판섬에 있는 국제공항이다. 1968년에 개항했다.

## 역사
사이판 국제공항은 1933년 일본 해군 항공국(IJNAS)이 이곳에 임시 착륙장을 건설하기 전 사탕수수밭이었다사이판. 착지장은 훈련 목적으로 사용되었으며, 2개의 활주로를 "L" 패턴으로 구성하였다. 1937년 해군은 남태평양의 의무군 내에 군사시설을 건설하는 것을 국제법으로 금지했음에도 불구하고 완전한 군사 이용을 위해 비행장을 업그레이드하기 시작했다. 1941년 미국에 대한 공격에 이어, 그 밭은 위치의 지역인 아스 리토(As Lito)에 대한 토착적인 차모루 이름을 바탕으로 아스리토 필드(アスリート飛行場)로 명명되었다.
IJNAS는 1944년 6월 중순 미츠비시 A6M5a-52 Zeros의 2개 분대를 비행장에 배치했다. 이들 분대는 그 달 말 필리핀 해전 당시 마리아나 제도의 점령에 참여하여 전투 중에 미군에 의해 거의 전멸되었다.
이 비행장은 사이판 전투 중 1944년 6월 18일 미 육군 27 보병 사단에 의해 해방되었다. 전투 중에 괌에서 온 제로가 실제로 아스리토 비행장에 착륙했는데, 조종사는 그 비행장이 미국의 통제하에 있다는 것을 모르고 있었다. 착륙할 때, 항공기는 활주로 끝에 충돌하면서 발사되고 파손되었다. 조종사는 살아남았고 비행기는 잡혔다. 이 분야는 로버트 H. 미 해군 사령관의 이름을 따서 이즐리 필드로 개명되었다. 1944년 6월 13일 기지를 봉쇄하다가 살해된 이즐레이다.

## 개요
사이판 국제 공항은 734에이커(297헥타르)면적이 있고 8,700ft(피트)×200ft(2,652m× 61m)의 활주로가 있다. 심야 편이 많아 사실상 24시간 운영의 공항이다.
북 마리아나 제도의 현관이 되는 공항이며, 국제선 터미널과 국내선 터미널 2개의 터미널이 있다. 국내선 터미널에서 티니언이나 로타의 편을 갈아탈 수 있다. 국제선 터미널에는 6개의 보딩 브릿지가 등 간격으로 나란히 있으며 대부분이 보잉 747급 대형기도 사용 가능하다.
국제선 터미널에는 도착 로비에 관광 안내소·ATM·음식점 인터넷 서비스·렌트카의 접수 등 출국 제한 지역에 레스토랑·공항 라운지, DFS에 의한 면세점이나 선물 가게, 환전소 등 각 시설이 충실하고 있다.
2018년 제26호 태풍 위투로 인해 2018년 10월 24일부터 공항이 폐쇄되었다.
2018년 10월 28일부터 공항이 완전히 복구되기 전까지는 주간에만 부분적으로 운영하고 있다.
2018년 11월 27일 복구가 완전히 완료되었다.

### 터미널
국제선 터미널의 제한 지역에는 공용 라운지의 하파다이 가든이 설치되어 있다. 하파다이 가든에는 신문(일본어 신문은 일본에서 공수되기 때문에 배달되는 것은 당일 오후가 된다)과 소프트 드링크, 알코올류가 준비되어 있고 안주나 가벼운 음식도 준비되고 있다. 소파 자리와 테이블 자리가 80자리 준비되어 있으며, 비즈니스 코너가 있다. 이용 시간은 0:00~8:00/13:00~21:15.

## 운항 노선
| 항공사               | 도착지           |
| -------------------- | ---------------- |
| 아시아나항공         | 서울(인천)       |
| 에어서울             | 서울(인천)       |
| 제주항공             | 서울(인천), 부산 |
| 티웨이항공           | 서울(인천)       |
| 중국동방항공         | 베이징(수도)     |
| 쓰촨 항공            | 상하이(푸둥)     |
| 베이징 캐피탈 항공   | 항저우           |
| 홍콩 익스프레스 항공 | 홍콩             |
| 홍콩 항공            | 홍콩             |

## 사진

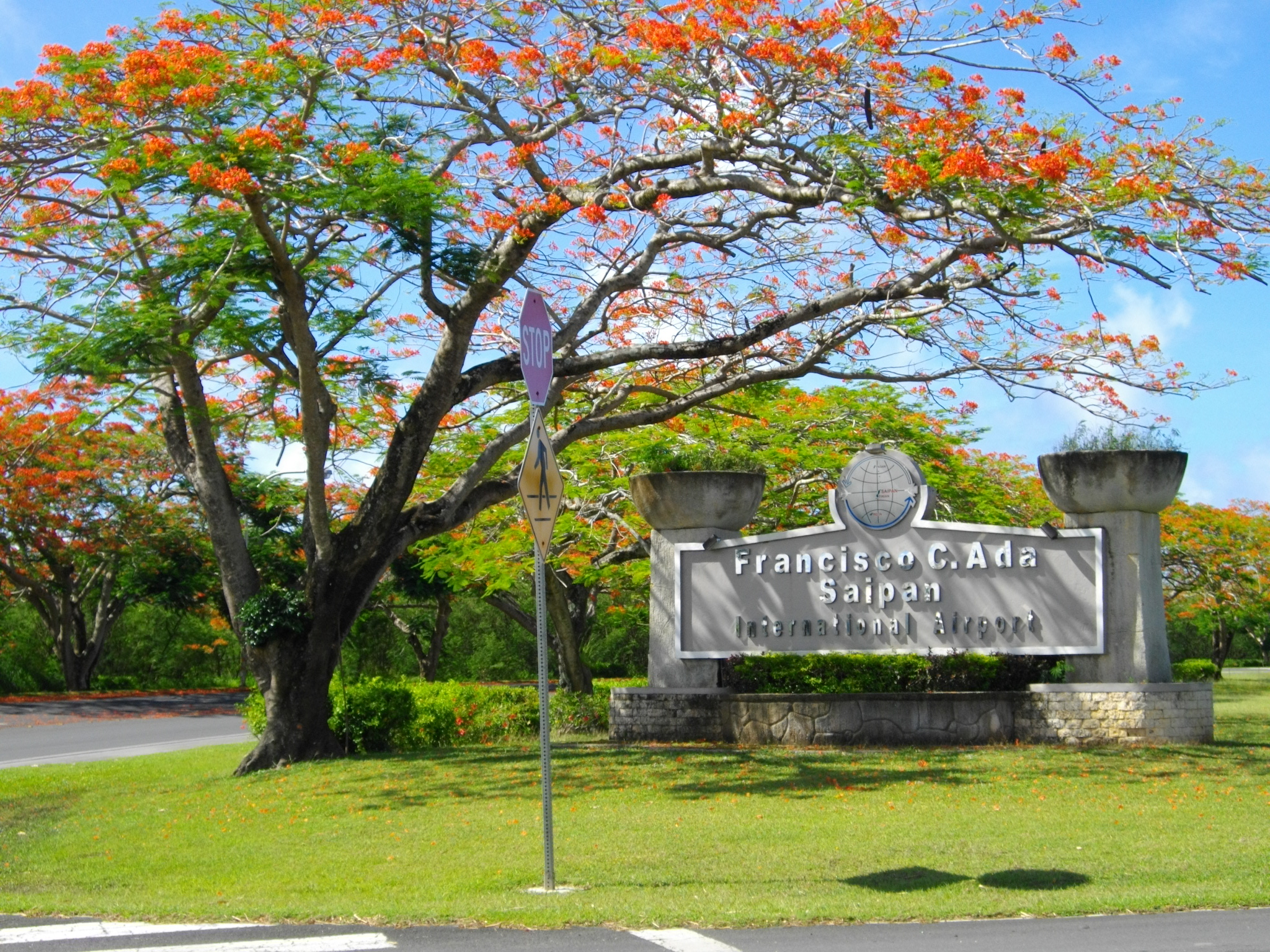
공항 입구